# King and Lionheart
"King and Lionheart" trên YouTube
King and Lionheart là một bài hát được thu âm bởi nhóm nhạc Of Monsters and Men, được viết bởi tác giọng ca chính Nanna Bryndís Hilmarsdóttir và sản xuất bởi nhóm nhạc cùng với Aron Arnarsson và Jacquire King cho album phòng thu đầu tay của ban nhạc, My Head Is an Animal. Sau khi đạt vị trí # 1 trên bảng xếp hạng Tónlist Iceland vào năm 2012, bài hát đã được phát hành như một đĩa đơn tại Hoa Kỳ và Vương quốc Anh tháng 3 năm 2013. Bài hát cho đến nay đã đạt vị trí # 17 trên Billboard Alternative Songs chart.

## Danh sách theo dõi
| Đĩa đơn quảng bá Anh | Đĩa đơn quảng bá Anh | Đĩa đơn quảng bá Anh |
| STT                  | Nhan đề              | Thời lượng           |
| -------------------- | -------------------- | -------------------- |
| 1.                   | "King and Lionheart" | 4:34                 |

## Bảng xếp hạng
| BXH (2012)                           | Vị trí cao nhất |
| ------------------------------------ | --------------- |
| Iceland (Tónlist)                    | 1               |
| Hoa Kỳ Alternative Songs (Billboard) | 17              |

## Lịch sử phát hành
| Vùng lãnh thổ | Ngày               | Định dạng                              | Nhãn đĩa         |
| ------------- | ------------------ | -------------------------------------- | ---------------- |
| Anh Quốc      | 3 tháng 3 năm 2013 | CD-R (Modern Rock / Alternative radio) | Republic Records |
| Mỹ            | 4 tháng 3 năm 2013 | CD-R (Modern Rock / Alternative radio) | Republic Records |